# Chalodeta
Chalodeta is een geslacht van vlinders uit de familie van de prachtvlinders (Riodinidae), onderfamilie Riodininae.
Chalodeta werd in 1910 voor het eerst wetenschappelijk beschreven door Stichel.

## Soorten
Chalodeta omvat de volgende soorten:
- C. azora (Godart, 1824)
- C. calagutis (Hewitson, 1871)
- C. chaonitis (Hewitson, 1866)
- C. chelonis (Hewitson, 1866)
- C. chitinosa Hall, J, 2002
- C. chlosine Hall, J, 2002
- C. epijessa (Prittwitz, 1865)
- C. lypera (H. Bates, 1868)
- C. panurga Stichel, 1910
- C. pescada Hall, J & Willmott, 1998
- C. speusippa Schaus, 1928
- C. theodora (C. & R. Felder, 1862)